# Kanton Quettreville-sur-Sienne
Kanton Quettreville-sur-Sienne (fr. Canton de Quettreville-sur-Sienne) je kanton v departementu Manche v regionu Normandie ve Francii. Při reformě kantonů v roce 2014 byl vytvořen z 33 obcí. V květnu 2016 ho tvořilo 32 obcí (vzhledem k procesu slučování některých obcí).

## Obce kantonu
- Annoville
- La Baleine
- Belval
- Cametours
- Cerisy-la-Salle
- Contrières
- Gavray
- Grimesnil
- Guéhébert
- Hambye
- Hauteville-sur-Mer
- Hérenguerville
- Lengronne
- Lingreville
- Le Mesnil-Amand
- Le Mesnil-Garnier
- Le Mesnil-Rogues
- Le Mesnil-Villeman
- Montaigu-les-Bois
- Montmartin-sur-Mer
- Montpinchon
- Notre-Dame-de-Cenilly
- Ouville
- Quettreville-sur-Sienne [p 1]
- Roncey
- Saint-Denis-le-Gast
- Saint-Denis-le-Vêtu
- Saint-Martin-de-Cenilly
- Savigny
- Sourdeval-les-Bois
- Trelly
- Ver